# Гоноровка (Ямпольский район)
Гоноровка (укр. Гонорівка) — село в Ямпольском районе Винницкой области Украины.

## История
В июле 1995 года Кабинет министров Украины утвердил решение о приватизации находившегося здесь сахарного завода.
В июне 1999 года было возбуждено дело о банкротстве сахарного завода.
Население по переписи 2001 года составляло 565 человек.

## Адрес местного совета
24520, Винницкая область, Ямпольский р-н, с. Тростянец, ул. Центральная, 12